# Archiwistyka
Archiwistyka – humanistyczna dyscyplina naukowa, wywodząca się z historii, powiązana również z bibliotekoznawstwem i informacją naukową. Przedmiotem badań archiwistyki są archiwa i dokumentacja.
W zakres archiwistyki wchodzą:
- badania nad powstawaniem archiwaliów, ich charakterem w sensie zarówno cech fizycznych, jak też zawartości merytorycznej (aktoznawstwo).
- problemy gromadzenia (tzw. „opieka nad narastającym zasobem”; „nadzór nad aktotwórcami”; lub „nadzór na przedpolu archiwalnym”), przechowywania (np. rozmieszczenie w archiwach, gospodarka magazynowa, czyli stan i utrzymanie magazynów, konserwacja archiwaliów), opracowywania (zasady sporządzania pomocy archiwalnych) i udostępniania tejże dokumentacji.

Archiwistyka dzieli się na teorię archiwalną, metodykę archiwalną i archiwoznawstwo:
- teoria archiwalna bada historię dyscypliny, jej podział i wciąż zmieniający się zakres; definiuje podstawowe pojęcia archiwalne, zajmuje się ich aktualizacją i określeniem wzajemnych relacji, formułowaniem i definiowaniem zasad rządzących różnymi dziedzinami funkcjonowania archiwów, formułowaniem praw i zasad archiwalnych.
- metodyka archiwalna zajmuje się wskazywaniem optymalnych metod działania archiwów w czterech zakresach: gromadzenia, przechowywania, opracowywania i udostępniania.
- archiwoznawstwo to dyscyplina archiwistyki zajmująca się dziejami archiwów (w rozumieniu instytucji gromadzącej archiwalia), jak i poszczególnych zespołów lub zbiorów archiwalnych. Archiwoznawstwo powiązane jest metodami badawczymi z historią administracji. Poprzez badanie i opisywanie procesów kształtowania się zasobu archiwalnego i organizacji archiwów służy doskonaleniu opisu przechowywanego zasobu.